# Thranius sumatrensis
Thranius sumatrensis là một loài bọ cánh cứng trong họ Cerambycidae.